# 奧巴赫河 (弗里森巴赫河支流)
50°2′36.65″N 11°24′7.17″E / 50.0435139°N 11.4019917°E

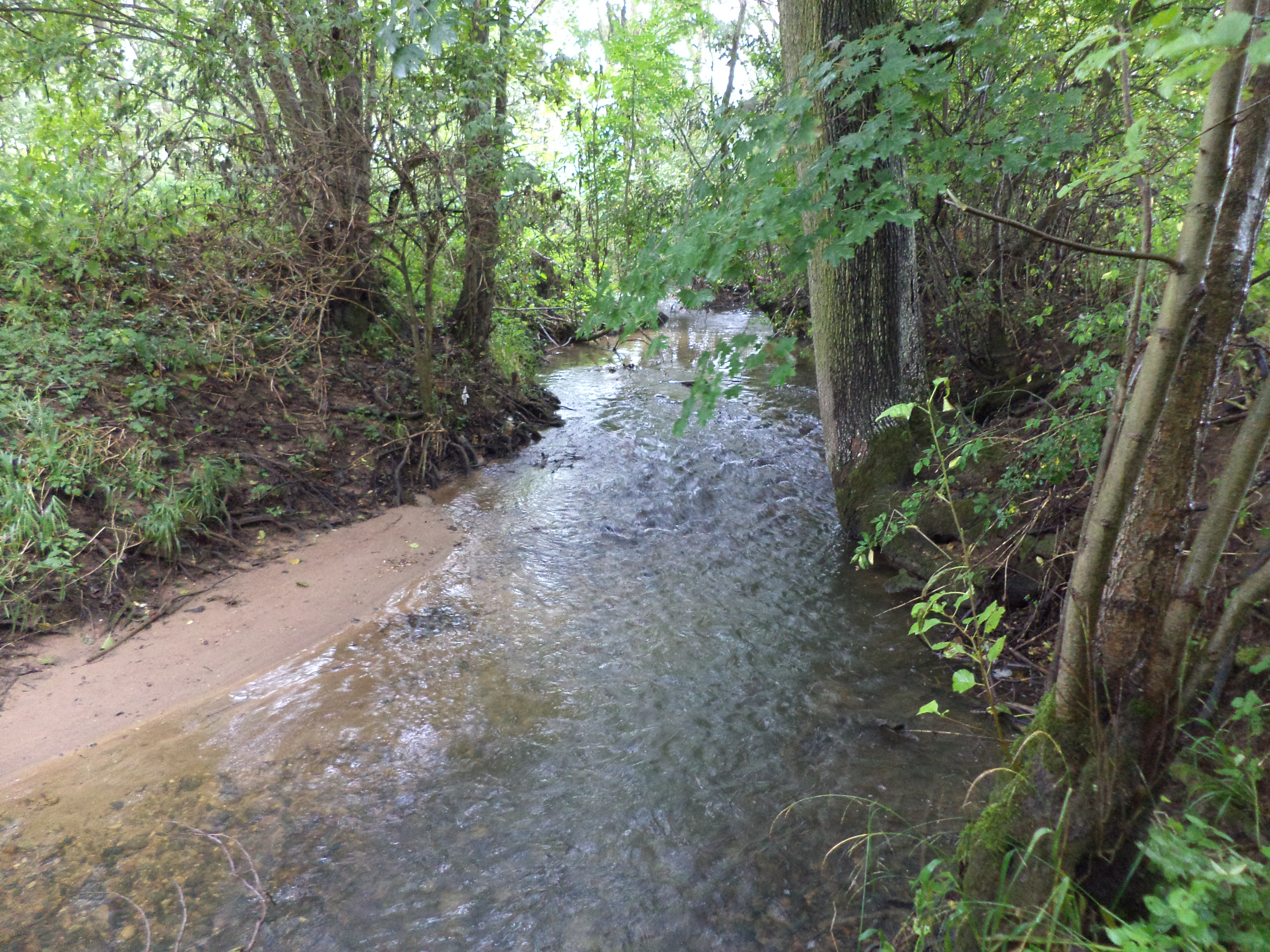

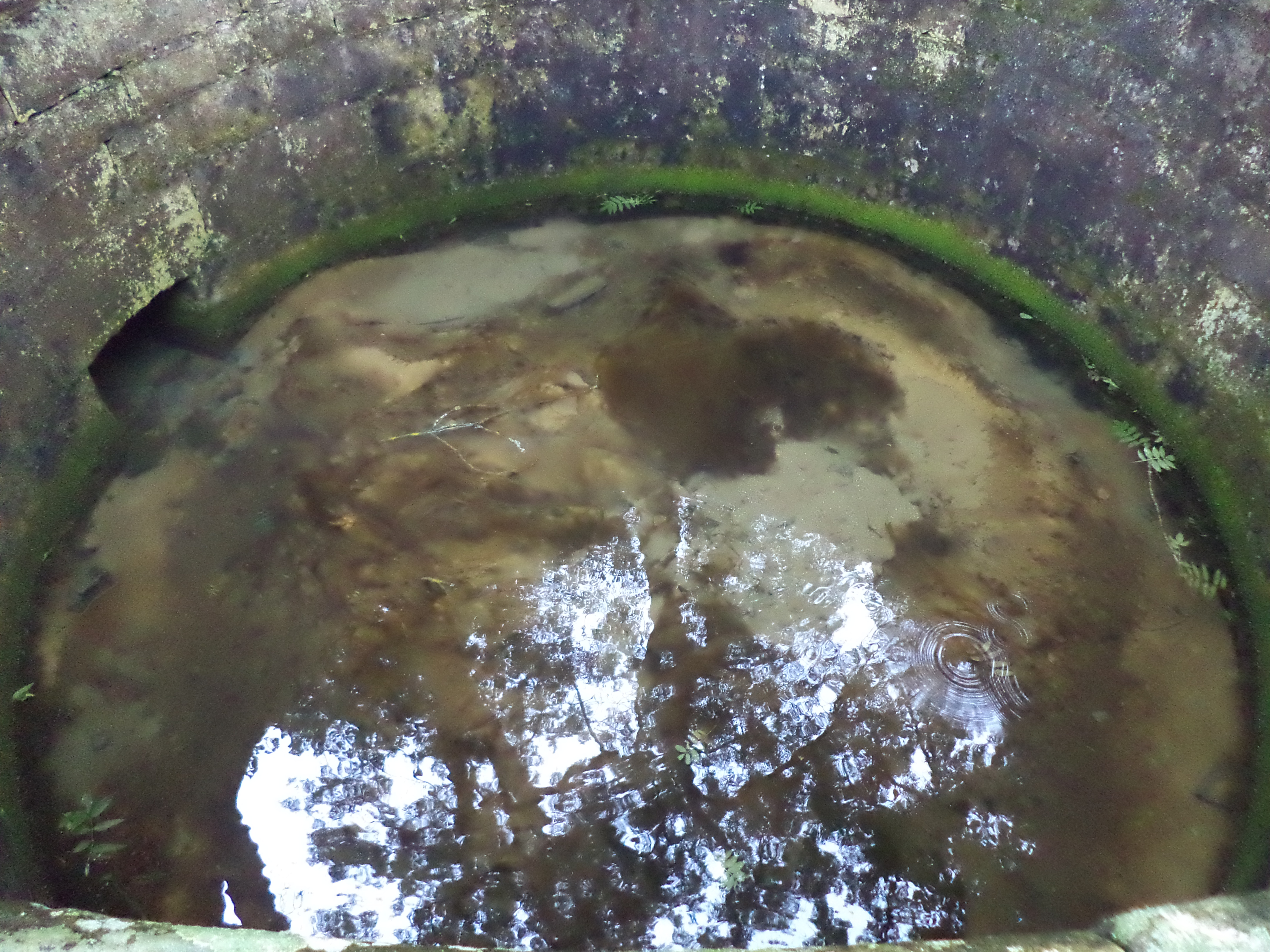
底部被沙子覆盖的奧巴赫泉

奧巴赫河（德語：Aubach），是德國的河流，位於該國東南部，由巴伐利亞負責管轄，屬於弗里森巴赫河的右支流，河道全長6.5公里，流域面積18平方公里。